# 刘书明
刘书明（1941年—），山东巨野人，中国人民解放军少将。
1988年，授中国人民解放军少将。1996年7月，担任辽宁省军区司令员。